# Nuoto in acque libere ai campionati mondiali di nuoto 2019 - 5 km maschili
La gara dei 5 km in acque libere maschile dei campionati mondiali di nuoto 2019 è stata disputata il 13 luglio nelle acque dell'Expo Ocean Park della città di Yeosu, a partire dalle ore 8:00. Alla gara hanno preso parte 61 atleti provenienti da 38 nazioni.
La competizione è stata vinta dal nuotatore ungherese Kristóf Rasovszky con un tempo di 53 minuti e 22,1 secondi, mentre l'argento e il bronzo sono andati rispettivamente al francese Logan Fontaine e al canadese Eric Hedlin.

## Risultati
La gara è iniziata alle 8:00.
| Class   | Nuotatore            | Nazionalità   | Tempo     |
| ------- | -------------------- | ------------- | --------- |
| Oro     | Kristóf Rasovszky    | Ungheria      | 53:22.1   |
| Argento | Logan Fontaine       | Francia       | 53:32.2   |
| Bronzo  | Eric Hedlin          | Canada        | 53:32.4   |
| 4       | Matěj Kozubek        | Rep. Ceca     | 53:33.6   |
| 5       | Domenico Acerenza    | Italia        | 53:34.0   |
| 6       | Dániel Székelyi      | Ungheria      | 53:34.4   |
| 7       | Bailey Armstrong     | Australia     | 53:34.8   |
| 8       | Kirill Abrosimov     | Russia        | 53:35.5   |
| 9       | Hayden Cotter        | Australia     | 53:35.5   |
| 10      | Guillem Pujol        | Spagna        | 53:35.8   |
| 11      | Krzysztof Pielowski  | Polonia       | 53:36.9   |
| 12      | Michael Brinegar     | Stati Uniti   | 53:37.1   |
| 13      | Qiao Zhongyi         | Cina          | 53:37.6   |
| 14      | Brennan Gravley      | Stati Uniti   | 53:37.8   |
| 15      | Damien Joly          | Francia       | 53:40.2   |
| 16      | Raben Dommann        | Canada        | 53:40.5   |
| 17      | Marcello Guidi       | Italia        | 53:41.0   |
| 18      | Niklas Frach         | Germania      | 53:41.8   |
| =19     | Yuval Safra          | Israele       | 53:41.9   |
| =19     | David Castro         | Ecuador       | 53:41.9   |
| 21      | Pepijn Smits         | Paesi Bassi   | 53:42.4   |
| 22      | Michael McGlynn      | Sudafrica     | 53:42.4   |
| 23      | Sören Meißner        | Germania      | 53:43.1   |
| 24      | Daniel Delgadillo    | Messico       | 53:43.6   |
| =25     | Denis Adeev          | Russia        | 53:43.6   |
| =25     | Fernando Ponte       | Brasile       | 53:43.6   |
| 27      | Tamás Farkas         | Serbia        | 53:44.5   |
| 28      | Rafael Gil           | Portogallo    | 53:45.7   |
| 29      | Yonatan Rosin        | Israele       | 53:45.8   |
| 30      | Vít Ingeduld         | Rep. Ceca     | 53:46.1   |
| 31      | Vitaliy Khudyakov    | Kazakistan    | 53:48.3   |
| 32      | David Brandl         | Austria       | 53:50.1   |
| 33      | David Farinango      | Ecuador       | 53:50.4   |
| 34      | Raúl Santiago        | Spagna        | 53:52.8   |
| 35      | Wilder Carreno       | Venezuela     | 53:53.1   |
| 36      | Diogo Villarinho     | Brasile       | 53:55.4   |
| 37      | William Thorley      | Hong Kong     | 53:56.2   |
| 38      | Tiago Campos         | Portogallo    | 53:57.2   |
| 39      | Mathieu Ben Rahou    | Marocco       | 53:59.9   |
| 40      | Tomáš Peciar         | Slovacchia    | 54:00.7   |
| 41      | Marwan El-Amrawy     | Egitto        | 54:00.7   |
| 42      | Gordon Mason         | Regno Unito   | 54:01.0   |
| 43      | Christopher McGlynn  | Sudafrica     | 54:06.2   |
| 44      | Rodrigo Caballero    | Bolivia       | 54:08.0   |
| 45      | Cheng Long           | Cina          | 54:18.7   |
| 46      | Fernando Betanzos    | Messico       | 56:25.1   |
| 47      | Maximiliano Paccot   | Uruguay       | 56:26.1   |
| 48      | Baek Seung-ho        | Corea del Sud | 57:05.3   |
| 49      | Keith Sin            | Hong Kong     | 58:21.6   |
| 50      | Simon Bachmann       | Seychelles    | 58:32.0   |
| 51      | Amadou Ndiaye        | Senegal       | 59:57.2   |
| 52      | Cho Jae-hoo          | Corea del Sud | 59:57.8   |
| 53      | Sander Paavo         | Estonia       | 1:00:05.8 |
| 54      | Zedheir Torrez       | Bolivia       | 1:00:36.2 |
| 55      | Cristofer Lanuza     | Costa Rica    | 1:00:38.9 |
| 56      | Rinel Pius           | Estonia       | 1:01:51.4 |
| 57      | Santiago Reyes       | Guatemala     | 1:01:51.7 |
| 58      | João Duarte          | Angola        | 1:04:05.5 |
| 59      | Kenessary Kenenbayev | Kazakistan    | 1:04:41.7 |
| 60      | Dean Hoffman         | Seychelles    | 1:05:33.5 |
| -       | Mohamed Ibrahim      | Sudan         | OTL       |